# Бомонт ан Кембрези
Бомонт ан Кембрези (фр. Beaumont-en-Cambrésis) насеље је и општина у североисточној Француској у региону Север-Па д Кале, у департману Север која припада префектури Камбре.
По подацима из 2011. године у општини је живело 467 становника, а густина насељености је износила 141,09 становника/km². Општина се простире на површини од 3,31 km². Налази се на средњој надморској висини од 70 метара (максималној 138 m, а минималној 95 m).

## Демографија
| 1962. | 1968. | 1975. | 1982. | 1990. | 1999. | 2011. |
| ----- | ----- | ----- | ----- | ----- | ----- | ----- |
| 581   | 626   | 559   | 518   | 500   | 422   | 467   |

График промене броја становника у току последњих година